# Калье-є Афшар
Калье-є Афшар (перс. قلعه افشار) — село в Ірані, у дегестані Салеган, у Центральному бахші, шагрестані Хомейн остану Марказі. За даними перепису 2006 року, його населення становило 123 особи, що проживали у складі 32 сімей.

## Клімат
Середня річна температура становить 12,35 °C, середня максимальна – 31,06 °C, а середня мінімальна – -9,11 °C. Середня річна кількість опадів – 406 мм.
| Клімат поселення                              | Клімат поселення | Клімат поселення | Клімат поселення | Клімат поселення | Клімат поселення | Клімат поселення | Клімат поселення | Клімат поселення | Клімат поселення | Клімат поселення | Клімат поселення | Клімат поселення | Клімат поселення |
| Показник                                      | Січ.             | Лют.             | Бер.             | Квіт.            | Трав.            | Черв.            | Лип.             | Серп.            | Вер.             | Жовт.            | Лист.            | Груд.            |                  |
| Середній максимум, °C                         | 7,48             | 9,61             | 14,09            | 19,74            | 24,37            | 29,66            | 31,06            | 30,88            | 26,05            | 20,10            | 13,07            | 7,92             |                  |
| Середня температура, °C                       | −0,8             | 1,31             | 5,79             | 11,44            | 16,07            | 21,37            | 25,05            | 24,87            | 20,03            | 14,09            | 7,06             | 1,91             |                  |
| Середній мінімум, °C                          | −9,11            | −6,98            | −2,51            | 3,13             | 7,76             | 13,08            | 19,04            | 18,85            | 14,03            | 8,08             | 1,04             | −4,1             |                  |
| Норма опадів, мм                              | 48               | 45               | 67               | 69               | 44               | 6                | 2                | 2                | 2                | 23               | 48               | 50               |                  |
| Середньомісячна швидкість вітру, м/с          | 1.82             | 2.35             | 2.58             | 2.88             | 2.54             | 2.76             | 2.94             | 2.84             | 2.32             | 2.11             | 1.70             | 1.71             |                  |
| Середньомісячна сонячна радіація, кДж/м²·день | 7665             | 10800            | 12979            | 16957            | 21318            | 26474            | 26798            | 22412            | 20394            | 14396            | 9510             | 7487             |                  |
| --------------------------------------------- | ---------------- | ---------------- | ---------------- | ---------------- | ---------------- | ---------------- | ---------------- | ---------------- | ---------------- | ---------------- | ---------------- | ---------------- | ---------------- |
| Джерело:                                      |                  |                  |                  |                  |                  |                  |                  |                  |                  |                  |                  |                  |                  |